# Frederic M. Sackett
Frederic Mosley Sackett (17 de dezembro de 1868 — 18 de maio de 1941) foi um político norte-americano. Foi senador pelo Estado do Kentucky e embaixador para a Alemanha durante o governo de Herbert Hoover.
Ele nasceu em Providence, Rhode Island. Seu pai era um rico fabricante de lãs. Frequentou as escolas públicas em Providence. Ele se formou na Universidade de Brown, em 1890, e de Harvard Law School em 1893.
Ele foi internado para o bar em 1893 e começou a prática em Columbus, Ohio. Pouco depois ele se mudou para Cincinnati, Ohio e em seguida, para Louisville, Kentucky. Exerceu a advocacia até 1907.
Em 1898 ele se casou com Olive Speed, a filha de James Breckenridge Speed, que fazia parte de uma família rica e proeminente Kentucky.
Embora ele tenha começado como um advogado, ele gradualmente se envolveu no negócio da família de sua esposa, a mineração de carvão e na fabricação de cimento. Ele serviu como presidente da Gas Co. Louisville e do Louisville Lighting Co. 1907-1912. Ele estava envolvido com a Câmara de Comércio de Louisville, atuando como presidente em 1917, 1922 e 1923. Ele também foi diretor da Divisão de Louisville do Federal Reserve Bank 1917-1924. Durante a Primeira Guerra Mundial, serviu como administrador de alimentos federais para o Kentucky de 1917-1919. Isso levou a uma amizade com o diretório do administrador alimentar nacional, Herbert Hoover. Depois disso, ele era um membro do Conselho do Estado de Ken
tucky de Caridade e correções 1919-1924.
Ele foi eleito como um republicano para o Senado dos Estados Unidos em 1924 e serviu de 04 de março de 1925 a 9 de janeiro de 1930, quando renunciou, depois de ter sido nomeado embaixador para a Alemanha pelo presidente Herbert Hoover. Atuou de 1930 a 1933, quando renunciou. Depois, ele retomou suas atividades anteriores de negócios. Ele morreu de um ataque cardíaco enquanto visitava Baltimore, e é enterrado no Cave Hill Cemetery, Louisville.